# Chantada (Gerichtsbezirk)
Der Gerichtsbezirk Chantada ist einer der 9 Gerichtsbezirke in der Provinz Lugo.
Der Bezirk umfasst 7 Gemeinden auf einer Fläche von 995,22 km² mit dem Hauptquartier in Chantada.

## Gemeinden
| Gemeinde                | Einwohner (2024) | Fläche km² | Dichte Einw./km² | Cod INE | Postleitzahl                     |
| ----------------------- | ---------------- | ---------- | ---------------- | ------- | -------------------------------- |
| Antas de Ulla           | 1.822            | 103,60     | 18               | 27003   | 27570                            |
| Carballedo              | 2.044            | 138,85     | 15               | 27009   | 27530                            |
| Chantada                | 8.092            | 176,73     | 46               | 27016   | 27500, 27512, 27514–27518, 27595 |
| Monterroso              | 3.632            | 114,59     | 32               | 27032   | 27560                            |
| Palas de Rei            | 3.267            | 199,68     | 16               | 27040   | 27200                            |
| Portomarín              | 1.286            | 115,10     | 11               | 27049   | 27170                            |
| Taboada                 | 2.601            | 146,67     | 18               | 27060   | 27550                            |
| Gerichtsbezirk Chantada | 22.744           | 995,22     | 23               | –       | –                                |